# Muhabbet (Aleviten)
Muhabbet war von 1983 bis 1989 das erste berühmte und bekannte Musikprojekt der alevitischen Musik.
Das Projekt wurde von Muhlis Akarsu, Arif Sağ, Musa Eroğlu erschaffen; später kam Yavuz Top zu dem Projekt dazu.
In den Liedern ging es um ʿAlī ibn Abī Tālib, Pir Sultan Abdal, Semah und das Alevitentum.
Sie sangen auch viele von Aşık Veysel, Pir Sultan Abdal, Davut Suları, Neşet Ertaş.
Die Muhabbet-Musikreihe wurde für andere Projekte zum Vorbild wie zum Beispiel Dört Dilden Dört Telden.
Danach machten Mehmet Erenler und Ali Ekber Cicek ein ähnliches Projekt.
Muhlis Akarsu machte zusammen mit Abdullah Papur und Asik Mahzuni Serif ebenfalls eine Musikreihe unter den Namen „Ozanlarin Dilinden“
und „Ozanlardan Bir Demet“.

## Besetzung
- Muhlis Akarsu (* 1948, Sivas; † 1993)
- Arif Sağ (* 1945, Erzurum)
- Musa Eroğlu (* 1946, Mersin)
- Yavuz Top (* 1950, Erzincan)

## Alben
Muhabbet -1- (1983) mit Arif Sag, Muhlis Akarsu & Musa Eroglu
- Bu Garibin Bir Derdi Var - Muhlis Akarsu
- Gör Beni - Muhlis Akarsu
- Her Sabah Her Sabah - Muhlis Akarsu
- Karlı Dağlar - Muhlis Akarsu
- Bebek - Arif Sag
- Dert Bende - Arif Sag
- Sunam - Arif Sag
- Ya Muhammet - Arif Sag
- Ela Gözlerini Sevdiğim - Musa Eroglu
- Fatma - Musa Eroglu
- Yine Katarlanmış - Musa Eroglu
- Bir Avcı Avladı Beni (Zusammen)
- Yarelenir - (Zusammen)

Muhabbet -2- (1984) mit Arif Sag, Muhlis Akarsu & Musa Eroglu
- Alıştım - Muhlis Akarsu
- Benzemez - Muhlis Akarsu
- Elleme - Muhlis Akarsu
- Geldim - Muhlis Akarsu
- Divana - Arif Sag
- Ezel Bahar Olmayınca - Arif Sag
- Siyah Saçlarında - Arif Sag
- Bağışla Sevdiğim - Musa Eroglu
- Derdimin Ortağı - Musa Eroglu
- Garibin - Musa Eroglu
- Kulak Verdim - Musa Eroglu
- Derdimi Dökersem (Zusammen)
- Gurbeti Ben mi Yarattım (Zusammen)
- Gurbet Elde Bir Hal (Zusammen)

Muhabbet -3- (1985) mit Arif Sag, Muhlis Akarsu, Musa Eroglu & Yavuz Top
- Ben Garibim - Muhlis Akarsu
- Gelmesin - Muhlis Akarsu
- Gerçeğe Hü - Muhlis Akarsu
- Kılınçoğlu - Musa Eroglu
- Evlerinin Önü - Arif Sag
- Ilgıt Ilgıt Esen - Arif Sag
- İmam Hüseyin - Arif Sag
- Efendim - Musa Eroglu
- İpek Mendil - Musa Eroglu
- Ervah-ı Ezelde - Yavuz Top
- Madem ki Ben Bir İnsanım - Yavuz Top
- Saldım Ben Seni - Yavuz Top
- Dün mü Burdayıdın (Zusammen)
- Sivas Ellerinde Sazim Calinir (Zusammen)

Muhabbet -4- (1986) mit Arif Sag, Musa Erolgu & Yavuz Top
- Ağlama - Arif Sag
- Efendiler Bağı - Arif Sag
- Yağmur Yağar - Arif Sag
- Yeter Bana - Arif Sag
- Ali'ye Doğru - Musa Eroglu
- Demedim mi - Musa Eroglu
- Hey Erenler - Musa Eroglu
- Bir Saat Yol İken - Yavuz Top
- Minnet Eyledikçe - Yavuz Top
- Sen mi Geldin - Yavuz Top
- Söyle - Yavuz Top
- Bütün İnsalardan (Zusammen)
- Mevlam Birçok Dert Vermiş (Zusammen)
- Kanlı Melek - (Zusammen)

Muhabbet -5- (1987) mit Arif Sag, Muhlis Akarsu, Musa Eroglu & Yavuz Top
- Garip - Muhlis Akarsu
- Kalmamış - Muhlis Akarsu
- Pazarlık Edelim - Muhlis Akarsu
- Ali Diyerek - Arif Sag
- Gitme Turnam - Arif Sag
- Gönül - Arif Sag
- İşte Geldim - Arif Sag
- Beri Gel Güzelim - Musa Eroglu
- Ceylan Gözlerin Kurban Olduğum - Musa Eroglu
- Şu Koca Dünyada - Musa Eroglu
- O Dosttan Yana - Yavuz Top
- Tokat Ellerinden - Yavuz Top
- Sen Bir Ceylan Olsan (Zusammen)

Muhabbet -6- (1988) mit Muhlis Akarsu, Musa Eroglu & Yavuz Top
- Bilmez Ali'yi  - Muhlis Akarsu
- Deli misin Divane mi - Muhlis Akarsu
- Derdim Gizli - Muhlis Akarsu
- Karlı Dağlar Işımış - Muhlis Akarsu
- Aştı Gitti - Musa Eroglu
- Benim - Musa Eroglu
- Bozatlı Hızır - Musa Eroglu
- Can Pire Kurban - Musa Eroglu
- Dost Hasreti - Yavuz Top
- Gerek - Yavuz Top
- Hasretin Beni Yakıyor - Yavuz Top
- Usanmaz mı - Yavuz Top
- Karşıda Görünen (Zusammen)
- Korkirem (Zusammen)

Muhabbet -7- (1989) mit Muhlis Akarsu, Musa Erolgu & Yavuz Top
- Ağlatırsan Beni - Muhlis Akarsu
- Gel Cananım - Muhlis Akarsu
- Medet Sevdiğim - Muhlis Akarsu
- Pahalılık - Muhlis Akarsu
- Yağmur Yağar - Muhlis Akarsu
- Bırak Gam Kederi - Musa Eroglu
- Ne Derse desinler - Musa Eroglu
- Yaram Sızlar - Musa Eroglu
- Bugün Ben Bir söz İşiittim - Yavuz Top
- Duaz-ı İmam - Yavuz Top
- Yavrumu Vuranlar - Yavuz Top
- Gül Dalı (Zusammen)
- Tek Zeybek (Zusammen)